# Orden de Nuestra Señora de la Concepción de Villaviciosa
La Real Orden Militar de Nuestra Señora de la Concepción de Villaviciosa (Real Ordem de Nossa Senhora da Conceição de Vila Viçosa) es una orden honorífica dinástica portuguesa cuyo gran maestre es Eduardo Pío de Braganza.

## Historia
La Orden fue instituida por el rey don Juan VI, el 6 de febrero de 1818, día de su aclamación, en Río de Janeiro, Brasil. 
El objetivo del rey, que era el gran maestre de la nueva Orden Militar, era homenajear a Nuestra Señora de la Concepción de Villaviciosa (declarada patrona del Reino en un albalá de 1646), con motivo de haber sobrevivido Portugal , como país independiente, a las guerras napoleónicas que habían asolado el país y Europa. Desde don Juan VI a 1910 fueron agraciados por los Reyes con esta orden varias personalidades, esencialmente pertenecientes a la nobleza y a la aristocracia.
El gobierno provisional republicano, en octubre de 1910, la extingue como Orden Militar, aunque el rey D. Manuel II en el exilio y los Duques de Braganza que le sucedieron hayan continuado utilizando las insignias de esta orden. Sólo recientemente el actual Duque de Braganza la rehabilitó como Orden dinástica honorífica de la familia real portuguesa, distinguiendo varias personalidades que agració con el grado de caballeros de la Orden, en la fiesta de 8 de diciembre, en Villaviciosa.

## Insignia
La insignia de esta orden (de banda azul con raya blanca por la mitad) está constituida por un medallón coronado, en forma de estrella, con un círculo al centro donde se leen las letras AM, con la inscripción Padroeira do Reino. La insignia fue diseñada por Jean Baptiste Debret en 1818.